# 5P busz (Tatabánya)
A tatabányai 5P jelzésű autóbusz az Autóbusz-állomás és a Szent István úti forduló között közlekedik, Töhötöm Vezér utca kitérővel. A vonalat a T-Busz Tatabányai Közlekedési Kft. üzemelteti.

## Története
A buszvonalat 2018. január 2-án indította el Tatabánya új közlekedési társasága, a T-Busz Kft. Csak hétfőtől szombatig közlekedik, irányonként 4-4 indulással.

## Útvonala
| Szent István úti forduló felé | Autóbusz-állomás felé |
| --- | --- |
| Autóbusz-állomás (22)– Jedlik Ányos utca – Ond vezér utca – Győri út – Huba vezér utca – Győri út – Töhötöm vezér utca – Győri út – Ond vezér utca – Jedlik Ányos utca – Autóbusz-állomás (12) – Jedlik Ányos utca – Mozdony utca – Győri út – Köztársaság útja – Összekötő út – Szent Borbála út – Népház utca – Vértanúk tere – Népház utca – Tatai út – Deák Ferenc utca – Baross Gábor út – Szent István utca – Szent István úti forduló | Szent István úti forduló – Szent István utca – Baross Gábor út – Gábor Áron utca – Tatai út – Népház utca – Vértanúk tere – Népház utca – Szent Borbála út – Összekötő út – Köztársaság útja – Győri út – Mozdony utca – Jedlik Ányos utca – Autóbusz-állomás (22) – Ond vezér utca – Győri út – Huba vezér utca – Győri út – Töhötöm vezér utca – Győri út – Ond vezér utca – Jedlik Ányos utca – Autóbusz-állomás (12) |

## Megállóhelyei
| 0  | Autóbusz-állomás végállomás         | 35 | 1, 1G, 2, 5, 6, 9, 9D, 10, 11, 15, 16, 26, 26R, 50, 55, 57, 70 770, 804, 814, 822, 823, 824, 8400, 8402, 8403, 8406, 8410, 8423, 8432, 8435, 8436, 8437, 8441, 8442, 8462, 8463, 8464, 8465, 8466, 8467, 8472, 8479 1758, 1824, 1841, 1843, 1845, 1848, 1850, 1851 S10 G10 S12 IC, EC, EN, gyorsvonat, expresszvonat, |
| 3  | Töhötöm vezér utca                  | 32 | 2, 3, 3A, 3G, 3L, 10, 11, 15, 38, 38G, 53, 53B, 53I, 57 804, 8400, 8462, 8463, 8465, 8466, 8467 |
| 5  | Piac tér                            | 30 | 2, 10, 11, 15, 38, 38G, 55, 57 804, 8400, 8462, 8463, 8465, 8466, 8467 |
| 7  | Autóbusz-állomás                    | 28 | 1, 1G, 2, 5, 6, 9, 9D, 10, 11, 15, 16, 26, 26R, 50, 55, 57, 70 770, 804, 814, 822, 823, 824, 8400, 8402, 8403, 8406, 8410, 8423, 8432, 8435, 8436, 8437, 8441, 8442, 8462, 8463, 8464, 8465, 8466, 8467, 8472, 8479 1758, 1824, 1841, 1843, 1845, 1848, 1850, 1851 S10 G10 S12 IC, EC, EN, gyorsvonat, expresszvonat, |
| ∫  | Vasútállomás                        | 27 | 1, 1G, 2, 5, 9, 9D, 15, 16, 26, 26R, 38, 38G, 50, 53I, 55, 57, 59B S10 G10 S12 IC, EC, EN, gyorsvonat, expresszvonat, |
| 9  | A Vértes Agórája                    | 26 | 5, 8, 8L, 8S, 15, 18, 53I, 55 822, 824, 8406, 8410, 8423, 8432, 8435, 8436, 8437 |
| 11 | Köztársaság útja                    | 24 | 5, 8, 8L, 8S, 15, 18, 53I, 55 |
| 13 | Kodály Zoltán Iskola                | 22 | 5, 6, 8, 8L, 10, 15, 16, 18, 38, 38G, 53B, 53I, 55, 57, 59B 822, 823, 824, 8406, 8410, 8423, 8432, 8435, 8436, 8437, 8442, 8443, 8472 1784 |
| 15 | Összekötő út                        | 20 | 2, 5, 6, 15, 16, 52, 52I, 55, 59B 822, 823, 824, 8406, 8410, 8423, 8432, 8435, 8436, 8437, 8442, 8443, 8472 |
| 17 | Omega Park                          | 18 | 1, 1G, 2, 4, 4E, 5, 6, 10, 11, 15, 16, 52, 52I, 55 8410, 8442 |
| ∫  | Kormányhivatal                      | 18 | 1, 1G, 4, 4E, 5, 6, 10, 11 822, 823, 824, 8406, 8410, 8423, 8432, 8435, 8436, 8437, 8442, 8443, 8472 |
| 20 | Szent Borbála út                    | 15 | 1, 1G, 4, 4E, 5, 6, 10, 11, 16, 51, 51B, 59B 822, 824, 8406, 8410, 8423, 8432, 8435, 8436, 8437, 8443, 8460, 8472 |
| 22 | Sportpálya                          | 13 | 1, 1G, 4, 4E, 5, 6, 10, 11, 16, 51, 51B, 59B 822, 824, 8406, 8410, 8423, 8432, 8435, 8436, 8437, 8443, 8460, 8472 |
| 24 | Népház                              | 11 | 3, 3A, 3G, 3L, 5, 8, 8L, 8S, 10, 18, 38, 38G, 53B, 59B |
| 25 | Vértanúk tere                       | 10 | 3, 3A, 3G, 3L, 5, 8, 8L, 8S, 10, 18, 38, 38G, 53B, 59B 822, 824, 8406, 8410, 8423, 8435, 8437, 8472 |
| 26 | Tatai út                            | 9  | 5 8435, 8437 |
| 28 | Tél utca                            | 7  | 5 8435, 8437 |
| 29 | Deák Ferenc utca                    | ∫  | 5 |
| 30 | Baross köz                          | 5  | 1, 1G, 5, 51, 51B 8432, 8435, 8436, 8437 |
| 31 | Szabadság tér                       | 4  | 1, 1G, 5, 51, 51B |
| 32 | Szolgáltató ház                     | 3  | 1, 1G, 5, 9, 9D, 51, 51B 8432, 8435, 8436, 8437 |
| 33 | Templom utca                        | 2  | 1, 1G, 5, 9, 9D, 51, 51B |
| 34 | Szikla utca                         | 1  | 1, 1G, 5, 9, 9D, 51, 51B 8432, 8435, 8436, 8437 |
| 35 | Szent István úti forduló végállomás | 0  | 1, 1G, 5, 9, 9D, 51, 51B |